# Termodynamiczna strzałka czasu
Termodynamiczna strzałka czasu (inaczej entropowa strzałka czasu) – popularnonaukowe określenie na fakt, że zgodnie z drugą zasadą termodynamiki wzrost entropii w układach izolowanych może stanowić podstawę określenia kierunku strzałki czasu w skali całego Wszechświata przy założeniu, że Wszechświat jest układem izolowanym.

## Wyjaśnienie ogólne
Jedną z wielkości opisujących stan układu termodynamicznego jest entropia. Zgodnie z II zasadą termodynamiki, w układach izolowanych, podlegających wewnętrznym przemianom termodynamicznym entropia zwiększa się z upływem czasu. W związku z tym można stwierdzić, iż układ izolowany w stanie, w którym miał mniejszą entropię, znajdował się na osi czasu wcześniej, niż w stanie, w którym miał większą entropię.
W termodynamice klasycznej entropia jest przyjętą wielkością, istotę tej wielkości wyjaśniła termodynamika statystyczna określając, że entropia jest zależna od liczby sposobów realizacji układu w wybranym stanie makroskopowym. Stwierdzenie to oznacza, że II zasada termodynamiki wynika ze stwierdzenia: W każdym układzie izolowanym spontanicznie dochodzi tylko do takich przemian, które powodują wzrost liczby sposobów realizacji układu. Stąd każdy układ zamknięty pozostawiony sam sobie albo się nie zmienia, albo podlega wzrostowi nieuporządkowania.
Jakkolwiek w naturze nie występują w zasadzie w pełni izolowane układy (chyba że za taki przyjąć cały Wszechświat, na temat czego toczą się jednak liczne spory), ogólną, trudną do jednoznacznego zdefiniowania w terminach fizycznych, tendencję występującą w przyrodzie do (mówiąc językiem obserwacji codziennej) wzrostu chaosu, gdy sprawy pozostawi się swojemu biegowi doświadcza każdy człowiek. Np.: pozostawione sobie ścięte drzewo ulega spróchnieniu, zwłoki się rozkładają, a domy, których się nie remontuje stopniowo popadają w zniszczenie. Warto jednak pamiętać, że są to wszystko jedynie odczucia psychologiczne. W terminach termodynamiki szklanka, drzewo czy zwłoki są układami otwartymi, które wymieniają energię i masę z otoczeniem, a zatem II zasada termodynamiki bynajmniej nie wymusza bezpośrednio konieczności wzrostu ich entropii.
| Upływ czasu              | Upływ czasu | Upływ czasu           |
| ------------------------ | ----------- | --------------------- |
|                          |             |                       |
| mała entropia (porządek) |             | duża entropia (chaos) |

Przykłady:
A) Topnienie lodu

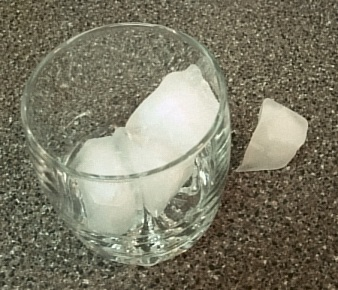
Kostki lodu i otoczenie o wyższej temperaturze.
Topniejące kostki lodu
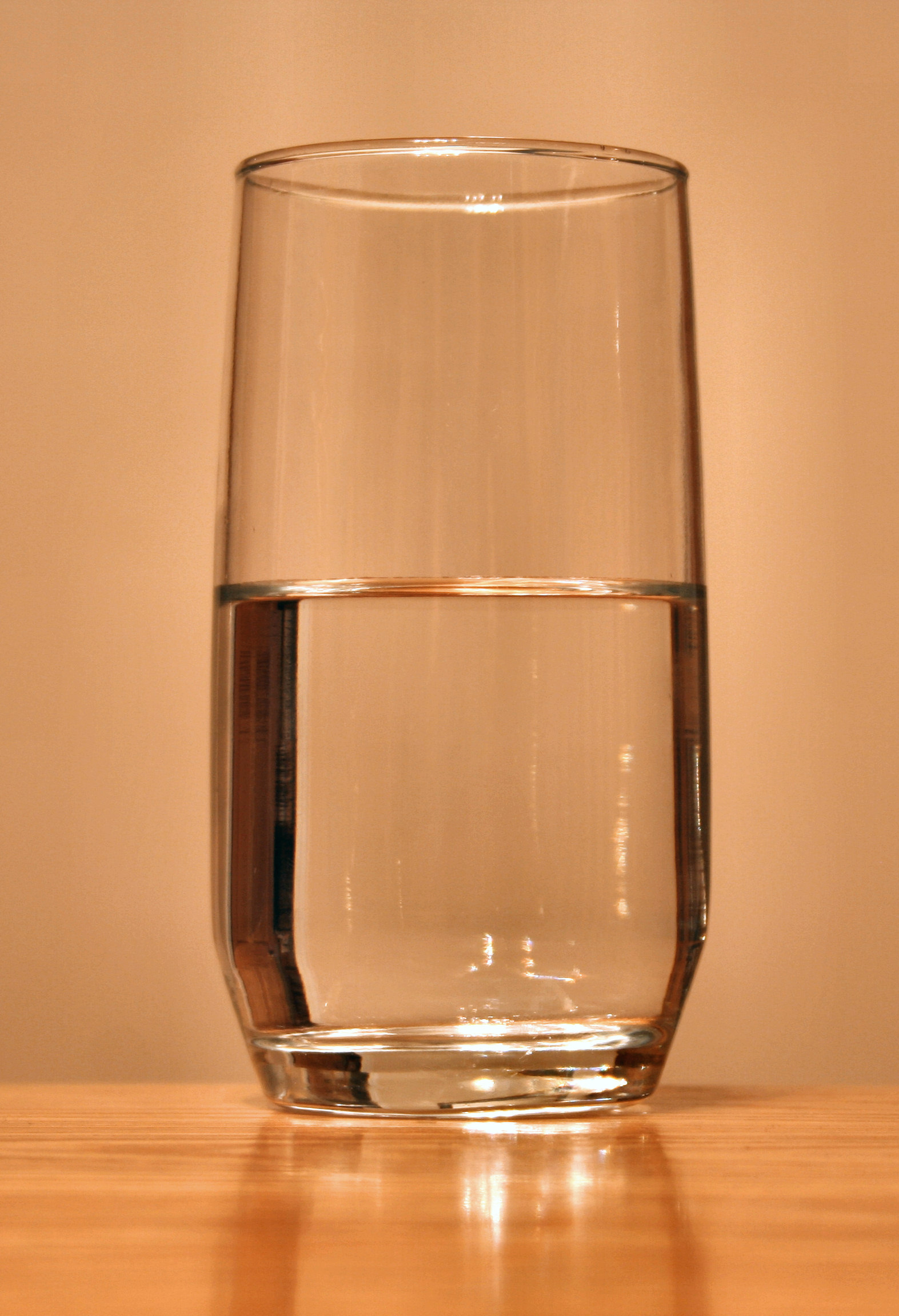
Woda po stopnieniu lodu i otoczenie o niższej temperaturze niż początkowa.

B) Korozja i biodegradacja

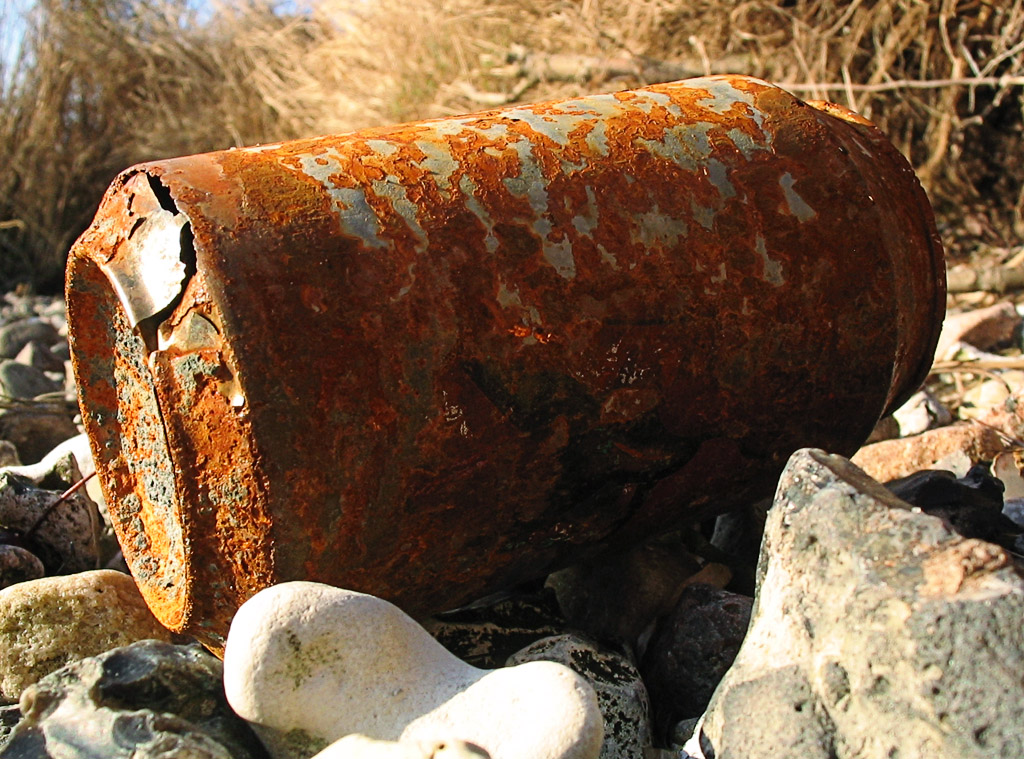
Zardzewiała puszka
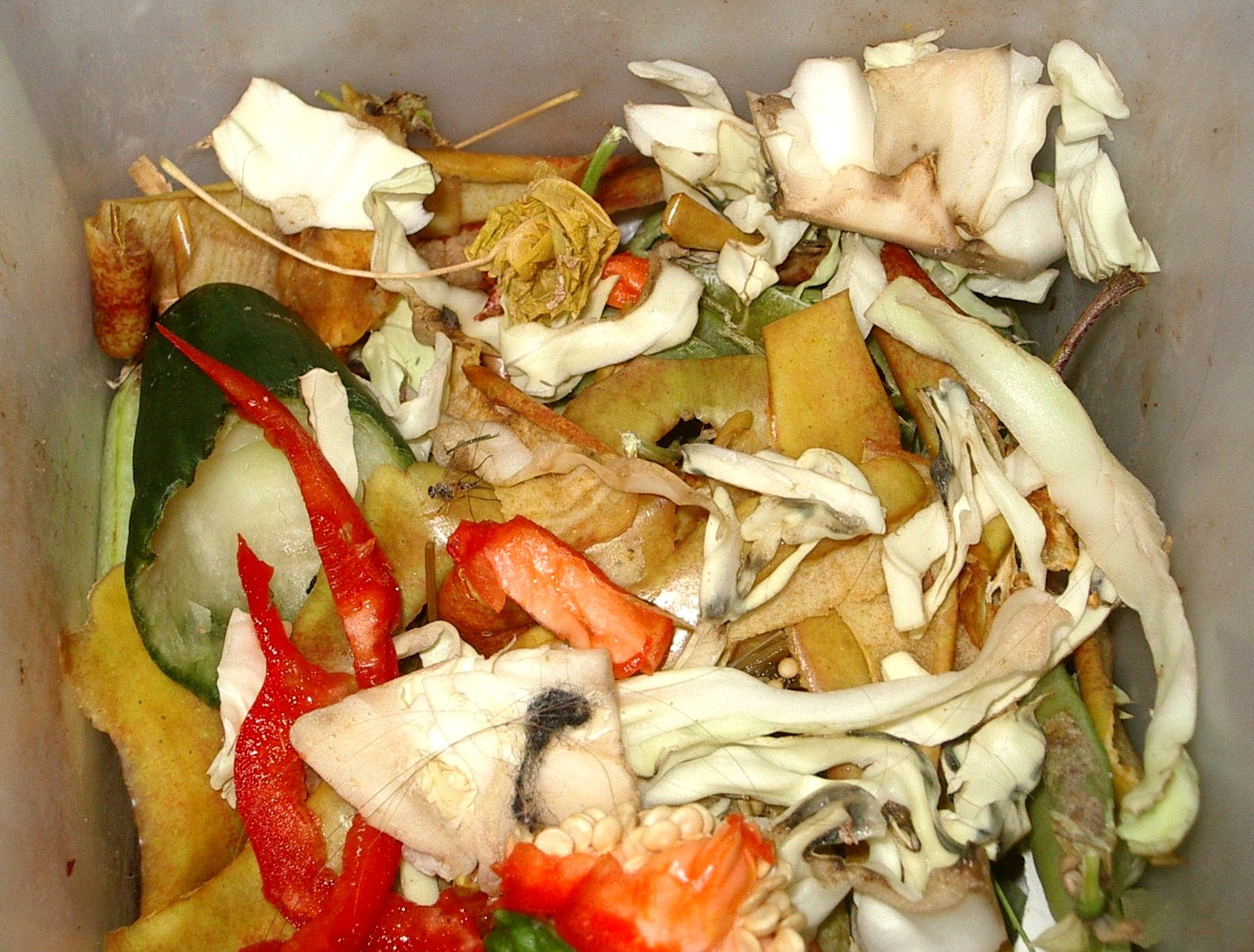
Odpadki organiczne
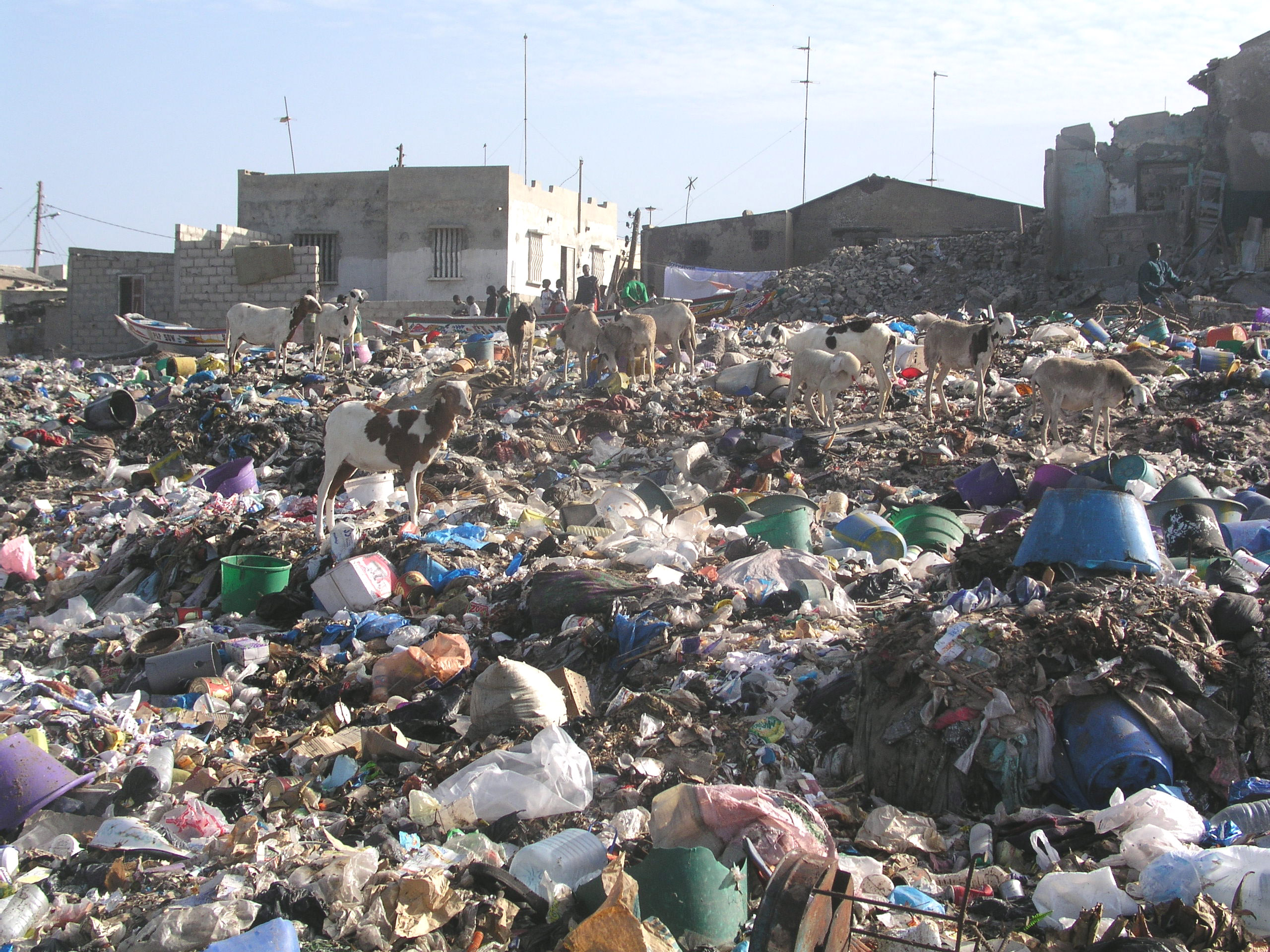
Wysypisko śmieci

W przyrodzie, oprócz zjawisk prowadzących do wzrostu entropii, spontanicznie zachodzą w odpowiednich warunkach również zjawiska prowadzące do jej spadku. Spadek entropii danego układu może się jednak dokonywać wyłącznie kosztem otoczenia lub innego układu. Rozpatrując układ złożony z układu pierwotnego, w którym doszło do spadku entropii i jego otoczenia, z którym wymienia energię, okazuje się, że sumaryczna entropia tak poszerzonego układu zawsze wzrośnie.

## Historia rozwoju pojęcia
Formułując w oparciu o doświadczenia związane z przebiegiem procesów termodynamicznych w 1850 r. drugą zasadę termodynamiki, Rudolf Clausius stwierdził, że entropia wzrasta w każdym samorzutnym procesie przemiany termodynamicznej, tzn. wzrost entropii jest tak samo jednokierunkowy jak upływ czasu.
Entropia układu zwiększa się, gdy do ciała dopływa energia cieplna i zmniejsza się, gdy energia jest oddawana przez ciało. Podczas przepływu energii, która nie wywołuje zmiany temperatury lub zmiany te są pomijalne, zmiana entropii wyrażona jest wzorem:
{\displaystyle dS={\frac {1}{T}}dQ,}
gdzie:
{\displaystyle dS} – zmiana entropii ciała,
{\displaystyle T} – temperatura bezwzględna,
{\displaystyle dQ} – ciepło elementarne, czyli niewielka ilość ciepła dostarczona do układu.
Przykładowo, jeżeli wyżej pokazana szklanka z topniejącym lodem znajduje się w otoczeniu o temperaturze 10 °C = 283K, stopieniu ulega 0,1 kg lodu, to przekazana energia będzie równa 33500 J (w przybliżeniu), i jeżeli ta ilość przekazanej energii cieplnej nie zmienia temperatury otoczenia, to w wyniku tego procesu:
entropia wody zwiększa się o: 33500/273 = 122,7,
entropia otoczenia maleje o: 33500/283 = 118,4,
w efekcie tego procesu entropia układu złożonego ze szklanki wody i jej bezpośredniego otoczenia zwiększa się o: 122,7 – 118,4 = 6,3 [J/K].
W 1877 r. Ludwig Boltzmann, wyjaśniając zasady termodynamiki na podstawie fizyki statystycznej, wykazał, że entropię można przedstawić jako funkcję prawdopodobieństwa zaistnienia danego stanu układu. Im dany stan układu jest bardziej prawdopodobny, tym wyższa jest jego entropia. Co inaczej można określić, że entropia jest funkcją liczby sposobów, na jaką może zostać zrealizowany dany makrostan, czyli jest tym większa, z im większej liczby mikrostanów dany makrostan się składa.
{\displaystyle S=k\ln W,}
gdzie:
{\displaystyle S} – entropia makrostanu,
{\displaystyle k} – stała Boltzmanna,
{\displaystyle W} – liczba mikrostanów makrostanu.
Zgodnie z tym co stwierdził Ludwig Boltzmann druga zasada termodynamiki opiera się na wielkościach statystycznych i dlatego jej zastosowanie jest ograniczone do układów statystycznych, tzn. nie odnosi się do systemów składających się z niewielkiej liczby cząstek (mikrosystemy). A w układach złożonych z wielu cząsteczek mogą występować fluktuacje, które na bardzo krótki czas lub w ograniczonej przestrzeni mogą przebiegać w kierunku wzrostu porządku. Nie ma też zastosowania do systemów otwartych i nieskończonych takich, jakim jest Wszechświat. Koncepcja Wszechświata jako układu zamkniętego prowadzi razem z II zasadą termodynamiki do konkluzji tzw. śmierci cieplnej – to znaczy stanu, w którym cała energia i materia ulegnie równomiernemu rozproszeniu, na skutek czego ustanie możliwość wystąpienia jakichkolwiek nieodwracalnych przemian termodynamicznych. Entropia takiego Wszechświata byłaby zatem największa ze wszystkich możliwych a czas stanąłby w miejscu.

## Interpretacja według Prigogine’a
Ilya Prigogine stworzył bardziej optymistyczne spojrzenie na drugą zasadę termodynamiki i strzałkę czasu, określane mianem „porządku z chaosu” oraz wyjaśnienie fenomenu życia, czyli dążenia do wyższej organizacji i wzrastającej złożoności organizmów.
W 1960 r. Ilya Prigogine stwierdził, że w realnym świecie atomy i cząsteczki prawie nigdy nie są pozostawione same sobie, albowiem wszystko oddziałuje na siebie wzajemnie. Organizmy żywe – (układy termodynamicznie otwarte) – wymieniając materię i energię z otoczeniem, mogą częściowo odwrócić proces dążenia ku wzrostowi entropii. W naturze występują obok siebie procesy zmierzające w kierunku chaosu, jak i procesy przeciwne – spontanicznego wzrostu i samoporządkowania, np. wzrost roślin i drzew oraz struktury samoorganizujące się np. komórki, huragany, laser. Procesy uporządkowane i chaotyczne są ze sobą nierozerwalnie połączone, np. wzrost kontra rozkład, życie kontra śmierć. Wiele zjawisk, jak na przykład powstawanie aminokwasów, mikroorganizmów, rozmnażanie roślin i zwierząt, funkcjonowanie ludzkiego umysłu, nie daje się w prosty sposób wytłumaczyć drugą zasadą termodynamiki. Interpretacja Prigogine’a jest szersza w zasięgu, z początku chaotyczne ruchy molekuł organicznych lub nieorganicznych mogą przy udziale katalizatorów lub enzymów dać początek zorganizowanym strukturom, np. reakcja Biełousowa-Żabotyńskiego. W przyrodzie dynamiczne procesy przebiegają nieliniowo. Żywe organizmy znajdują się w stanie dalekim od równowagi z otoczeniem, w którym rządzi porządek i nieodwracalność zachodzących procesów.
Według Prigogine’a procesy nieodwracalne mają miejsce zarówno na poziomie makroskopowym, jak i mikroskopowym i bez nich życie na ziemi byłoby niemożliwe.
Świat jest nieodwracalny, a nie statyczny czy geometryczny oraz daleki od równowagi, ciągle zmienia się i ewoluuje, zaś przeszłość determinuje przyszłość. Zdaniem uczonego klasyczna fizyka opisuje jedynie bardzo małą część realnego świata, albowiem nasz świat jest pełen nieodwracalnych fenomenów. Jako skrajne przykłady podaje wyrównywanie się temperatur oraz systemy chaotyczne. Poznane do tej pory fenomeny stanowią „czubek góry lodowej”. Odwracalność jest jedynie szczególnym przypadkiem w nieodwracalnym świecie. Prawa natury powinny być formułowane w oparciu o zasadę prawdopodobieństwa zajścia danego procesu, a nie jako pewność jego wystąpienia. Prigogine nie zgadza się z Einsteinem w kwestii czasu, że „czas to iluzja”. Uważa, że czas to realność. Ze względu na utratę energii (dyssypacja) kierunek upływu czasu jest ewidentny. Czas jest zintegrowany w świecie i wspólny dla całego Wszechświata. Mechanizm starzenia się jest inny dla gwiazdy, góry czy człowieka, ale kierunek jego upływu pozostaje taki sam.
Prigogine postuluje konieczność fizyki, w której czas odgrywałby ważną rolę. Słowa takie jak: chaos, samoorganizacja, prawdopodobieństwo, choć są powierzchowne, to jednak opisują otaczającą nas rzeczywistość we właściwym kierunku. Przebiegające nieliniowo fenomenalne zjawiska w stanach dalekich od równowagi, pozwalające na samo organizowanie się, tworzenie połączeń, mnożenie się, są nie do przewidzenia i występują we wszystkich dziedzinach życia, np. w socjologii, ekonomii, ekologii. Jako przykład spontanicznej samoorganizacji podaje Internet. Noblista przestrzega, że powinniśmy uświadomić sobie własną niewiedzę i intelektualną słabość względem tego, co zachodzi w naturze, albowiem jak do tej pory nie zgłębiliśmy tajemnicy powstania życia i mechanizmu ewolucji.

## Interpretacja zgodnie z diagramemFeigenbauma

Rys. A

Rys. B

Dalekie od równowagi wewnętrznej układy dynamiczne stają się w miarę oddalania od równowagi coraz bardziej niestabilne. Układ, który opuścił stan równowagi dynamicznej (homeostazy, wewnętrznej), zmienia swe parametry, dochodząc do stanu stabilnego. Układy tego typu podążają początkowo jedną ścieżką i osiągają zawsze taki sam stan stabilny. Gdy odchylenie od stanu równowagi jest większe, układ może osiągnąć jeden z dwóch stanów stabilnych (rys. A), gdy odchylenie jest jeszcze większe układ ścieżki zmian układu pod wpływem minimalnego bodźca mogą z kolei rozdzielić się na liczne inne stany (rys. B) (np. Odwzorowanie logistyczne).
Wykresy punktów stabilnych układów, odpowiadają też przejściu układu do nowego stanu stabilnego przy zmianach parametrów układu. Punkt, w którym krzywa wykresu stanów stabilnych układu rozdziela się na dwie gałęzie a układ może ewoluować jedną z nich, nazywa się punktem bifurkacyjnym (bifurcation point).
Za punktem bifurkacyjnym mogą powstawać wysoko zorganizowane, dynamiczne struktury, które w przeciwieństwie do poprzedniego układu charakteryzuje zdolność utrzymywania niskiego poziomu entropii w procesach powodujących jej znaczny wzrost w otoczeniu.
Wzrost entropii otoczenia przez układy bliskie stanu równowagi z otoczeniem i dalekie od stanu równowagi dynamicznej określa się jako dyssypację (intensywne rozpraszanie energii do otoczenia).
Po opuszczeniu punktu bifurkacyjnego możliwe są olbrzymie ilości prawdopodobnych zachowań (rys. B) uzależnione głównie od właściwości mikroskopowych układu, czyli ruchów cząsteczek i atomów, a w jedynie małym stopniu zależne od parametrów tj. temperatura i ciśnienie.
Poprzez serię bifurkacji (rys. B) układ może przejść do nowego stanu stabilnego nazywanego strukturą dyssypatywną.
Samoorganizacja to proces powstawania i rozwoju struktur dyssypatywnych. Konsekwencją zmian bifurkacyjnych może być porządek (order) lub chaos.
W 1945 r. oraz w ciągu następnych lat badań naukowych udowodniono, że układy termodynamicznie otwarte w stanie bliskim równowagi z otoczeniem (equilibrium) zachowują się jak powiązane ze sobą siecią systemy będące w równowadze (rys. B).
Niektórzy fizycy uważają stany chaotyczne za specyficzną formę samoorganizacji, którą cechuje nadmiar porządku.

## Interpretacja w świetle mechaniki kwantowej
Klasyczne prawa fizyki (Newtona, Galileusza i Einsteina) nie uwzględniają różnicy między przeszłością a przyszłością. Wielu fizyków stoi na stanowisku, że świat cząstek elementarnych jest zamkniętym układem mechaniki kwantowej i nie podlega termodynamicznej strzałce czasu.
Najnowsze badania naukowe udowodniły, że symetria czasowa nie stosuje się do neutralnych kaonów. Odkryto związek pomiędzy nieodwracalnym upływem czasu a wzrostem entropii w świecie makroskopowym. W świecie cząstek elementarnych odwracalność w czasie nie jest zachowana. Strzałka czasu w mechanice kwantowej odnosi się do braku równowagi czasowej w procesie transformacji materii do antymaterii i vice versa. Przypuszcza się, że wynika to z proporcji między materią i antymaterią we Wszechświecie.
Dogłębne poznanie zagadnienia strzałki czasu w mechanice kwantowej wymaga dalszych badań i eksperymentów naukowych. Na wyjaśnienie czeka kwestia ewentualnego starzenia się cząstek elementarnych podczas rozpadu kaonów, związana ze wzrostem entropii.